# Technopark (stanice metra v Moskvě)
Technopark (rusky Технопарк) je stanice moskevského metra na Zamoskvorecké lince. Stanice byla dodatečně přistavěna na úseku mezi stanicemi Avtozavodskaja a Kolomenskaja, přičemž je nazvána podle přilehlého technoparku Nagatino iLand.

## Charakter stanice
Stanice Technopark se nachází v čtvrti Danilovskij (Даниловский) mezi ulicemi Mustaja Karima (Мустая Карима) a Prospekt Andropova (Проспект Андропова) nedaleko od Nagatinského mostu. Jedná se o pozemní stanici s dvěma bočními nástupišti. Tato boční nástupiště jsou spolu propojena mostkem a dvěma vestibuly, které vycházejí k oběma ulicím. 
V letech 2018 a 2019 je naplánováno vybudování pěšího přechodu s travelátory mezi stanicí, technoparkem Nagatino iLand, parkem Ostrov měčty (Остров мечты) a stanovišti hromadné dopravy. Do budoucna může být tato stanice přestupní, neboť se plánuje sjednotit budoucí Rublovo-Archangelskou a Birjulovskou linku do Rublovo-Birjulovské linky, která má procházet i územím se stávající stanicí.